# 東京IT新聞
東京IT新聞 は、株式会社ジェイシーレゾナンスが発行しているITをテーマとした月刊の無料新聞である。

## 概要
週2回刊として計画されたが、当初は週刊、2008年10月発行の101号から隔週刊、2014年5月発行の233号から当面月刊で発行することになり、2015年4月発行の244号から月刊となった。2017年時点では3カ月に1回の発行になっている模様。
2006年8月にメディアネット株式会社が創刊。2007年1月にはネットエイジ傘下の株式会社トレンドアクセスが事業を買収。
2009年4月からインプレス傘下の株式会社Impress Touchへ事業が移管された後、インプレスグループ内で運営会社が変わり、2014年7月からは株式会社インプレスが運営会社となった。
2015年7月に株式会社イードが事業を無償で譲受け、同社が運営会社となった。
2016年12月に株式会社ジェイシーレゾナンスに運営会社が変更。同時にウェブサイトを閉鎖している。
「ITをテーマとした紙の無料新聞は他に例がありません」とうたっており、隔週（第2・第4）火曜日にメール便によって、購読を申し込んだ企業や事業所などへ無料で届けられていた。
紙面への広告掲載や、新聞と同時にチラシなどを配布する同梱広告、セミナー・イベント主催などの収益によって運営されている。
それぞれ公称で配布箇所数は1万1000社に対し4万部を発行。紙面は「難しいイメージがあるITを分かりやすく解説する独自のスタイル」により、ニュースやインタビュー記事などを掲載している。
毎号、漫画家・イラストレーターの花くまゆうさくが4コマ漫画「ITの汁」を連載。